# P. J. Hogan
Paul John Hogan (nascut el 30 de novembre de 1962) és un guionista i director de cinema australià guanyador del Premi AACTA.

## Primers anys
Hogan va néixer a Brisbane, Queensland. Quan era adolescent, va viure a la costa nord de Nova Gal·les del Sud i va assistir al Mt St Patrick's College. Es deia que va tenir un moment difícil a l'escola secundària perquè va ser víctima d'assetjament escolar. La seva pel·lícula Mental es basa en els seus difícils anys d'adolescència.

## Carrera
El debut com a director d'Hogan va ser el curtmetratge Getting Wet, realitzat el 1984. Aquesta pel·lícula li va guanyar un Premi AACTA al millor curtmetratge de ficció. Després va dirigir pel·lícules menors. El 1991 va ser l'assistent de direcció de la pel·lícula australiana Proof. A principis de la dècada de 1990, va escriure per a diverses sèries de televisió, incloses The Flying Doctors el 1991 i per a Lift Off el 1992.
El primer gran èxit de Hogan va ser la pel·lícula australiana de 1994 La boda de Muriel, que va ajudar a llançar les carreres dels actors Toni Collette i Rachel Griffiths. Va escriure i dirigir aquesta pel·lícula, i va ser nominat a Millor Director als Premis AACTA. L'èxit de la pel·lícula també el va portar a ser escollit per Julia Roberts per dirigir el seu debut americà de 1997 La boda del meu millor amic, protagonitzada per Cameron Diaz i Dermot Mulroney.
Hogan va seguir amb la comèdia Unconditional Love (que es va rodar el 1999 però no es va estrenar fins al 2003), i l'adaptació de gran pressupost del 2003 de Peter Pan: La gran aventura, amb Jason Isaacs com el Capità Garfi, Jeremy Sumpter com Peter Pan i Rachel Hurd-Wood com Wendy. Malgrat les crítiques positives, la pel·lícula de Peter Pan de 2003 va fracassar a taquilla. L'any següent va dirigir un pilot per a un remake de la telenovel·la de culte Dark Shadows, que no es va recollir per a la seva emissió, i va crear la història per a la pel·lícula musical de 2008 The American Mall. Després va dirigir Confessions of a Shopaholic (protagonitzada per Isla Fisher), una adaptació de la novel·la The Secret Dreamworld of a Shopaholic. El 1999, tant Hogan com Moorhouse a través de Hogan Moorhouse Pictures van signar un primer acord amb Sony.
El 2012, es va reunir amb l'estrella de Muriel Collette per a la comèdia Mental. Hogan va dirigir una adaptació del llibre de Blue Balliett Chasing Vermeer.

## Vida personal
Hogan està casat amb la directora de cinema Jocelyn Moorhouse. Tenen quatre fills, dos dels quals són autistes.
L'abril de 2019, Moorhouse va parlar al programa Australian Story de l'ABC Television sobre com s'havia desenvolupat la seva relació i com el fet de tenir fills els havia afectat el les seves vides personal i professional, inclòs una tornada a Austràlia des dels Estats Units.

## Filmografia

### Cinema
| Any  | Títol                       | Director | Guionista | Notes                                                                                  |
| ---- | --------------------------- | -------- | --------- | -------------------------------------------------------------------------------------- |
| 1984 | Getting Wet                 | Sí       | Sí        | Curtmetratge                                                                           |
| 1986 | The Humpty Dumpty Man       | Sí       | Sí        |                                                                                        |
| 1988 | To Make a Killing           | No       | Sí        |                                                                                        |
| 1994 | La boda de Muriel           | Sí       | Sí        | Nominada- BAFTA al millor guió original Nominated- Premi AACTA al millor guió original |
| 1997 | La boda del meu millor amic | Sí       | No        |                                                                                        |
| 2002 | Unconditional Love          | Sí       | Sí        |                                                                                        |
| 2003 | Peter Pan: La gran aventura | Sí       | Sí        |                                                                                        |
| 2009 | Confessions of a Shopaholic | Sí       | No        |                                                                                        |
| 2012 | Mental                      | Sí       | Sí        | Nominada- Premi AACTA al millor guió original                                          |
| 2015 | The Dressmaker              | No       | Sí        | També producto executiu                                                                |

### Televisió
| Any  | Títol                  | Director | Guionista | Notes                              |
| ---- | ---------------------- | -------- | --------- | ---------------------------------- |
| 1987 | The Bartons            | No       | Sí        | Episodi «The Siege of the Bartons» |
| 1990 | The Flying Doctors     | No       | Sí        | Episodi "Poets' Corner"            |
| 1990 | Skirts                 | No       | Sí        |                                    |
| 1991 | The Miraculous Mellops | No       | Sí        | 2 episodis                         |
| 1992 | Lift Off               | No       | Sí        |                                    |
| 1993 | Seven Deadly Sins      | Sí       | No        | Episodi «Sloth»                    |
| 2004 | Dark Shadows           | Sí       | No        | Unaired pilot                      |
| 2008 | The American Mall      | No       | Sí        | Telefilm                           |